# Scalidognathus
Genre
Synonymes
- Nemesiellus Pocock, 1900

Scalidognathus est un genre d'araignées mygalomorphes de la famille des Idiopidae.

## Distribution
Les espèces de ce genre se rencontrent en Inde et au Sri Lanka.

## Liste des espèces
Selon World Spider Catalog (version 18.5, 04/10/2017) :
- Scalidognathus montanus (Pocock, 1900)
- Scalidognathus nigriaraneus Sanap & Mirza, 2011
- Scalidognathus oreophilus Simon, 1892
- Scalidognathus radialis (O. Pickard-Cambridge, 1869)
- Scalidognathus seticeps Karsch, 1892
- Scalidognathus tigerinus Sanap & Mirza, 2011

## Publication originale
- Karsch, 1892 : Arachniden von Ceylon und von Minikoy gesammelt von den Herren Doctoren P. und F. Sarasin. Berliner Entomologische Zeitschrift, vol. 36, p. 267-310 (texte intégral).